# Chordodes matensis
Chordodes matensis är en tagelmaskart som beskrevs av Villalobos och Miralles 1997. Chordodes matensis ingår i släktet Chordodes och familjen Chordodidae. Inga underarter finns listade i Catalogue of Life.